# Súng phóc

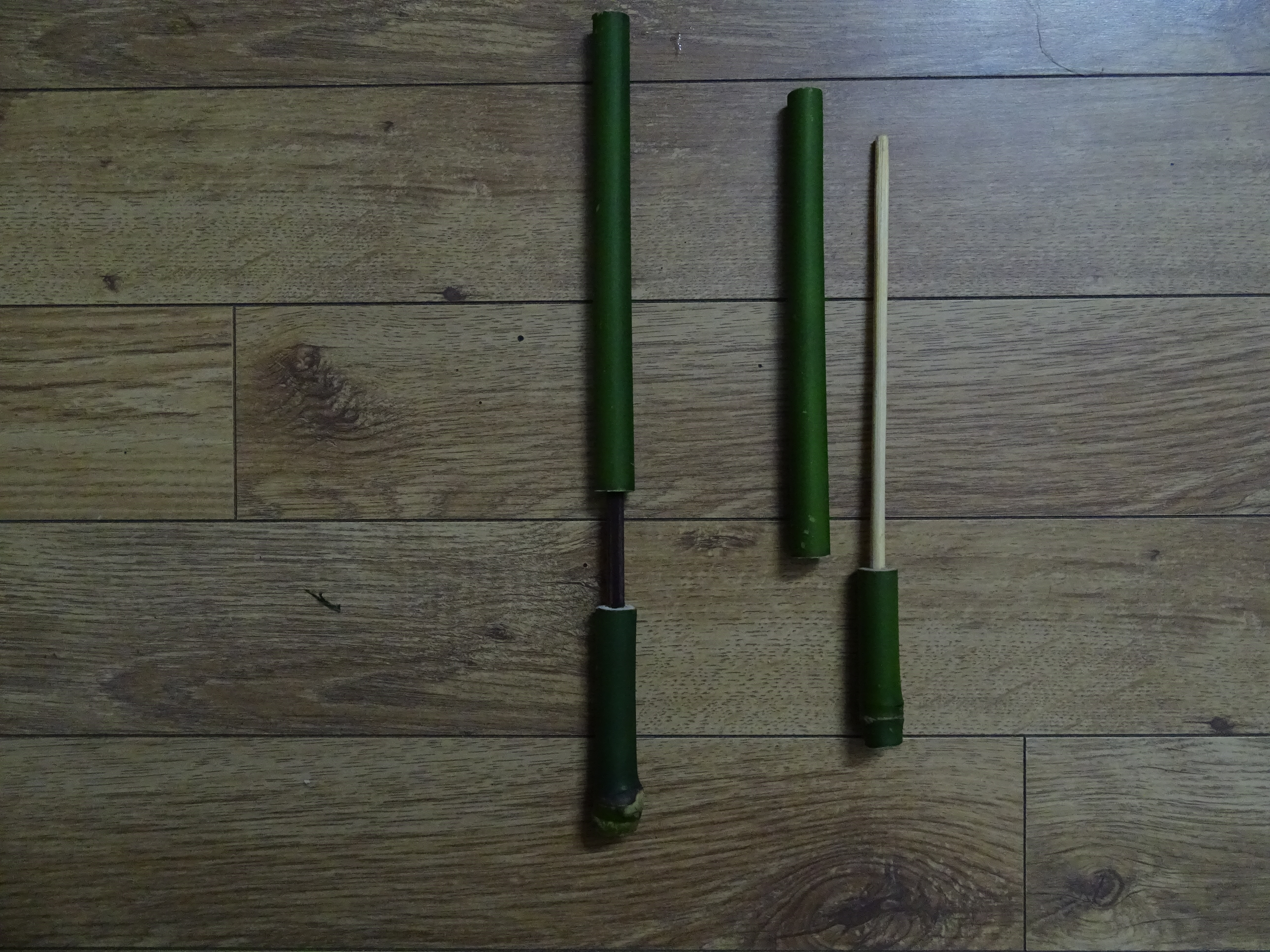
Súng phóc làm bằng ống tre với đoạn chòng làm từ cây đũa

Súng phóc là một loại (súng) đồ chơi của trẻ em gồm nòng súng là một đoạn ống thường làm bằng lóng tre hình trụ rỗng và một chiếc/cây que/đũa gỗ/tre dùng để thụt đạn hoạt động giống piston ống tiêm.

## Tên gọi
Súng phóc còn có tên gọi khác như súng phốc, súng đốp súng bốp, súng thụt, súng tanh tách, ống thụt, ống phóc, ống thục, ống tooc, ống hóp, ống phắp, ống bụp hay ống cò ke.

## Cấu tạo
Cấu tạo súng gồm nòng súng và que thụt đạn. Nòng súng hay thân ống là 1 đoạn ống bằng lóng tre hoặc hóp hoặc mò o/lồ ô với chiều dài từ 25 cm trở lên, đường kính rỗng từ 0.5 đến 1 cm, độ dày nên từ 1 cm trở lên để đảm bảo độ bền không bị nứt, tét ống khi thụt đạn. Ngoài ra còn có thể làm từ vỏ bút bi, sau này còn được làm bằng hợp kim bán trên các website thương mại điện tử bán hàng online.
Que thụt được làm bằng gỗ/tre trụ tròn được vót từ thân tre, gỗ hoặc mò o có dạng giống chiếc đũa, được gọi là chìa hay chòng. Thường thì chìa sẽ dài hơn thân ống ~5–10 cm, khoảng dôi ra này sẽ được gắn chặt vào 1 ống tre khác để làm cán cho dễ cầm, phần còn lại của chìa sẽ ngắn hơn chiều dài của thân ống từ 0.5-1 cm. Đường kính của chìa sao cho có thể đưa ra đưa vào ống tre một cách dễ dàng nhưng không quá bé vì sẽ dễ gãy. Độ dài chìa khi nhét vào thân súng thì phải ngắn hơn thân súng chừng 1-1.5 cm.
Đạn được làm từ quả/trái cây nhỏ cứng như bời lời nhớt, cò ke, cơm nguội (sếu/cơm nguội Trung Quốc), xoan, đay tròn, quả rau ngót hoặc quả còn non như quả bưởi nhỏ mới nhú khỏi hoa, quả dâu da hoặc giấy nhúng nước xé nhỏ vo viên để khô.

## Cách chơi
Ống thụt được chơi với giấy ngâm nước cho mềm vo viên, hoặc các loại trái tùy theo địa phương như trái cò ke, trái bồ đề (trái cò ke có dạng hình tròn đường kính ~0.3–1 cm, trái bồ đề lớn hơn nhưng mềm hơn), quả đay, quả xoan,v.v. Người chơi nhét "đạn" đầu tiên vào ống thụt và dùng chìa đẩy (thụt) về phía bên kia của ống. Do chiều dài của chìa ngắn hơn ống thụt 0.5 đến 1 cm nên trái đạn không đẩy lọt ra khỏi ống thụt mà vẫn được giữ lại ở phía đầu ống. Người chơi tiếp tục nhét trái thứ 2 vào ống, và dùng chìa đẩy thật mạnh trái thứ 2 về phía trái cò ke đầu tiên. Khi đó, 1 tiếng nổ "bộp" khá lớn vang lên và trái đạn đầu tiên bị bắn bay ra ngoài. Cứ như thế, người chơi tiếp tục nhét trái thứ 3 và thụt mạnh, trái thứ 2 sẽ phóng ra.

## Nguy hiểm
Trẻ con thường được người lớn cảnh báo là trái cò ke có thể phóng vào mắt, gây tổn thương mắt và thậm chí là mù lòa. Theo kinh nghiệm của dân gian thì trái bồ đề gây nguy hiểm cho mắt nhiều hơn trái có ke do trong trái bồ đề có chứa mủ của nó.